# Nudaria margaritacea
Nudaria margaritacea är en fjärilsart som beskrevs av Walker 1864. Nudaria margaritacea ingår i släktet Nudaria och familjen björnspinnare. Inga underarter finns listade i Catalogue of Life.